# Naivní umění

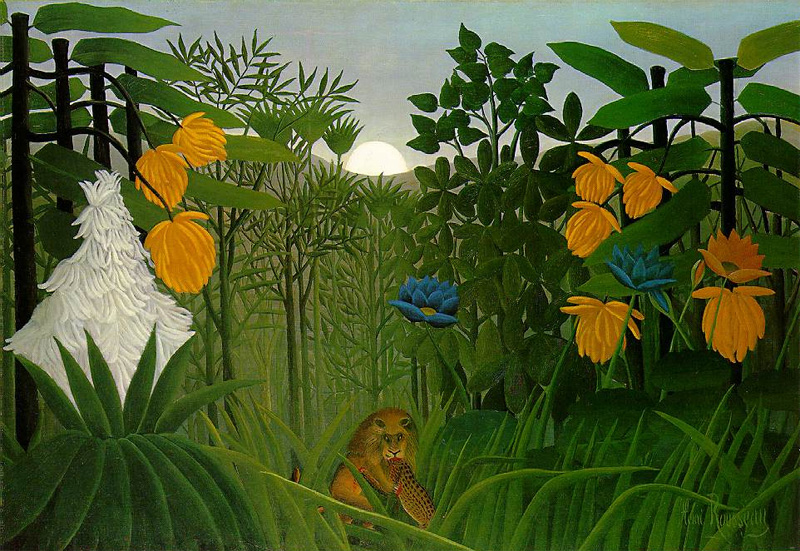
Henri Rousseau: Lev požírající kořist (asi 1907)

Naivní umění je termín pro umělecká díla autodidaktů především v malířství, s jednoduchým, bezstarostným, vymyšleným výběrem motivů. Malba je také často velmi jednoduchá, například bez stínů, s deformovaným prostorem a perspektivou a se zjednodušenou reprezentací života. Malíři používají jednoduché techniky, velmi často s dokonale propracovaným detailem, které zavádějí diváka do světa kouzel a symbolů. Tato díla jsou často osobní sny autora. Neprávem bývá často ztotožňováno s dětskou jednoduchostí. Jedná se však o velký omyl a zjednodušenou domněnku, že naivní umění tvoří lidé s malou nebo žádnou úrovní uměleckého vzdělání.

## Charakteristika
Pojem naivní umění nepředpokládá u autora absolvování akademie nejčastěji malířského oboru nebo všeobecně přijímaného „vzdělaného“ způsobu umělecké tvorby. V praxi však školy naivního umění existují. V průběhu doby se naivní umění stalo společensky přijatelným stylem.
Charakteristiky naivního umění jsou velmi choulostivé ve vztahu k formálním vlastnostem obrazu. Pro některé teoretiky umění nesou naivní obrazy znaky potíží s kresbou a perspektivou, které vedou k nedefinovanému vzoru, nerafinovaných barev a jednoduchosti, spíše než že by byly pronikavé, duchaplné, důmyslné, důvtipné nebo jemné. To by však spíše odpovídalo definici pseudo-naivního umění.
Občas je autorem naivní malby umělec, který neabsolvoval žádné formální umělecké vzdělání ve škole nebo na Akademii, například Henri Rousseau nebo Alfred Wallis. Na druhou stranu jako 'pseudo naivní' nebo 'faux naive' se označují práce umělců, které víceméně napodobují, nebo jsou „rozpačitě ostýchavé“.
Termín primitivní umění se často používá pro umění autora bez formálního vzdělání. To je třeba odlišovat od „ostýchavého“ primitivismu. Další termín, který se vztahuje k naivnímu umění je lidového umění, avšak není zcela jeho synonymem.

## Naivní umělci

### 18. století

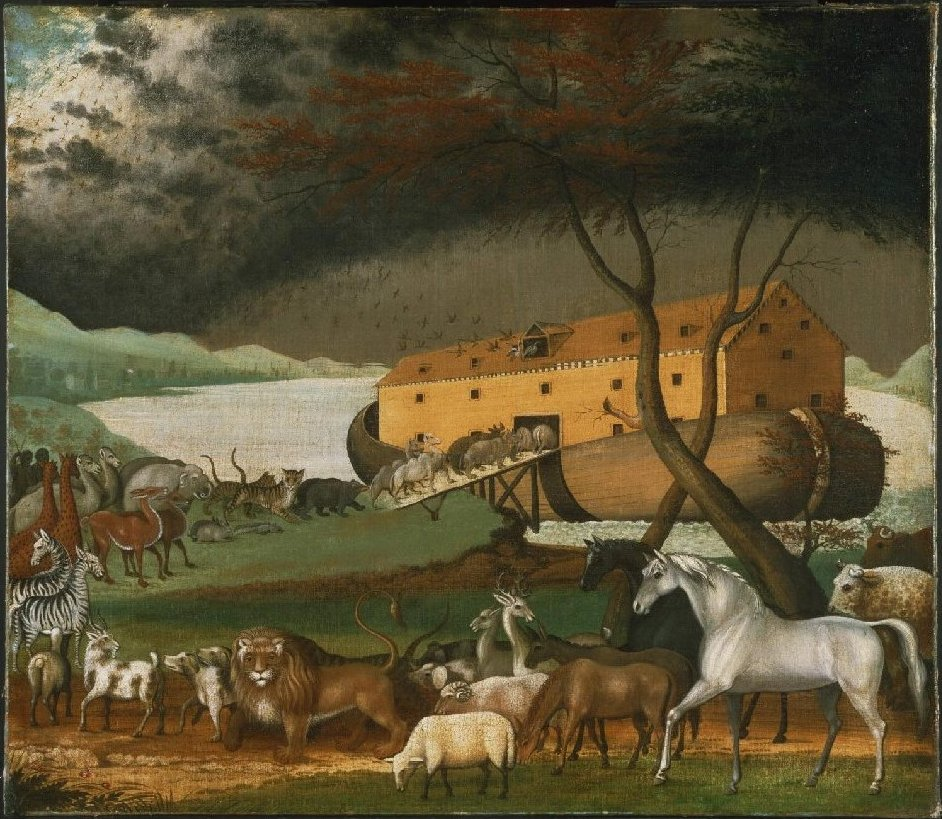
Příklad práce Edwarda Hickse

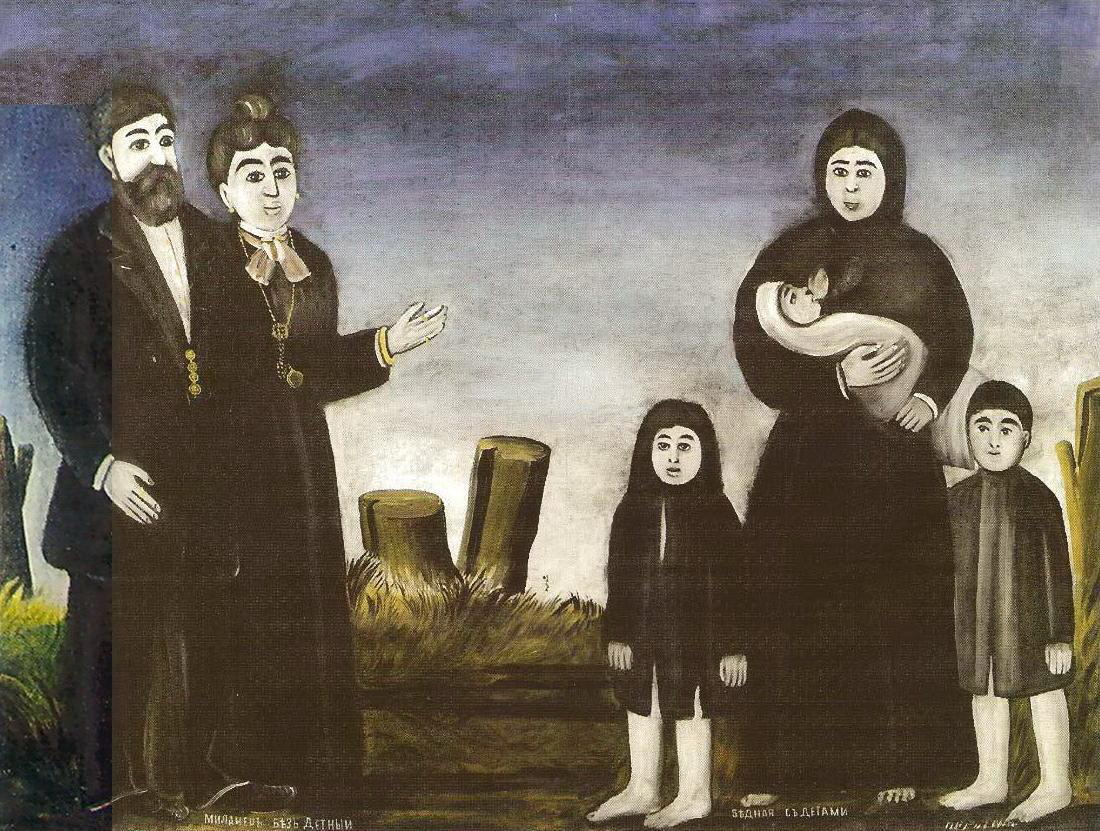
Niko Pirosmani: Bezdětný milionář a chudá žena požehnaná dětmi

- Edward Hicks (1780–1849)
- Oluf Braren (1787–1839)
- Justus DaLee (1793–1878)

### 19. století
- Denys Corbet (1826–1910)
- Nikola Obrasopissez (1827–1911)

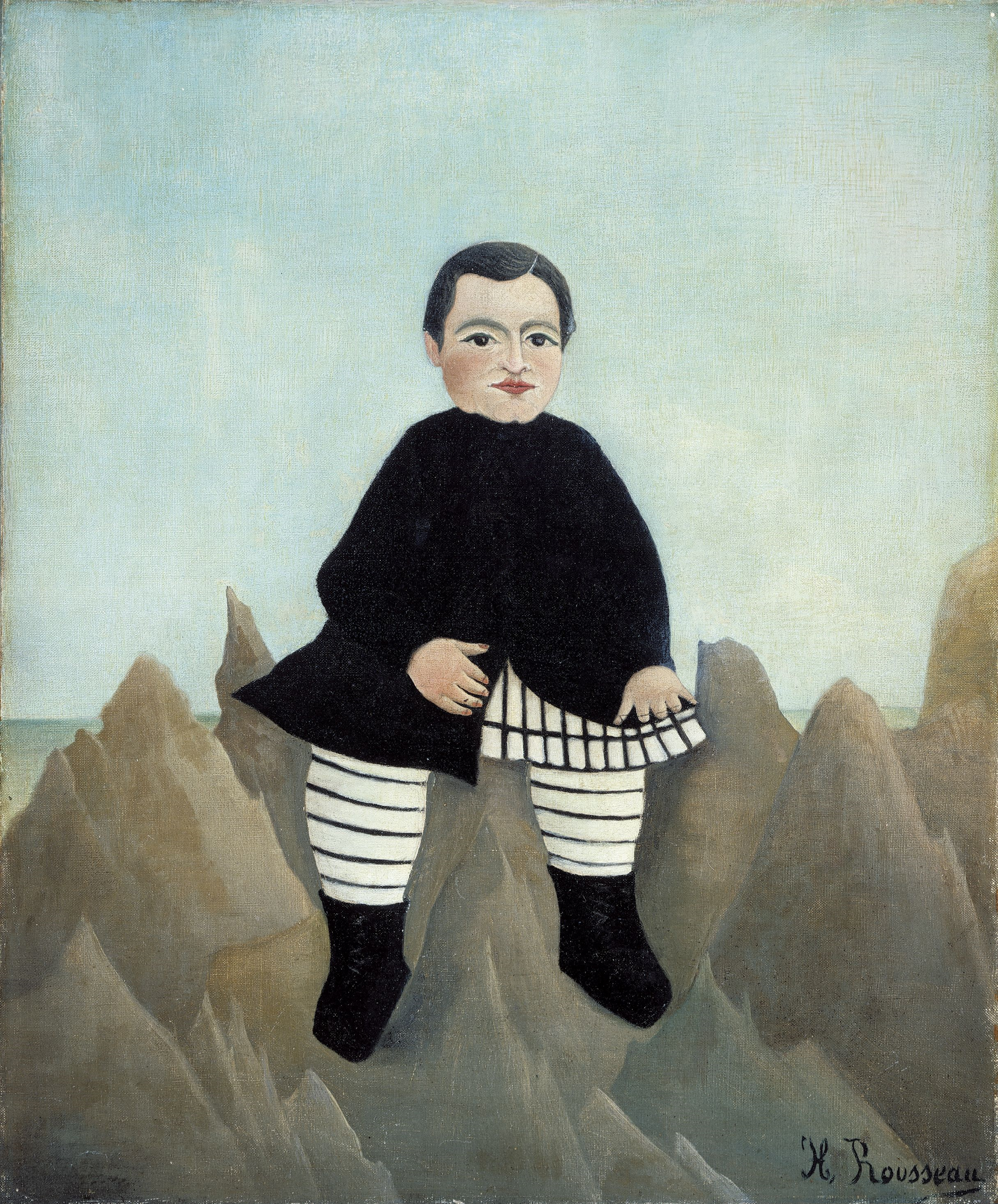
Henri Rousseau: Chlapec na skalách, 1985–7

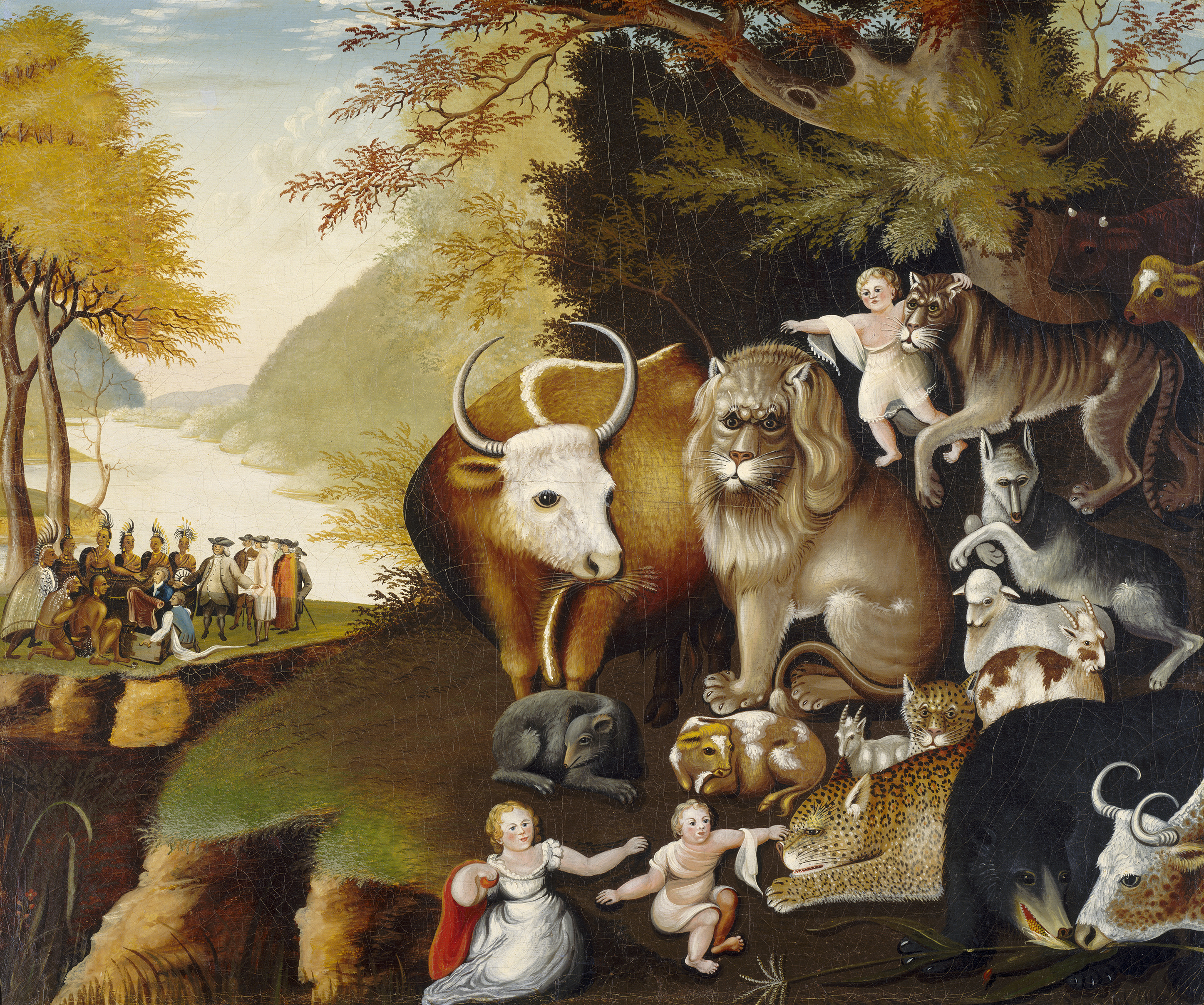
Edward Hicks, Království pokoje, 1834

- Ferdinand Cheval, známý jako 'Le facteur Cheval' (1836–1924)
- Cándido López (1840–1902)
- Henri Rousseau (1844–1910)
- Alfred Wallis (1855–1942)
- Grandma Moses, Anna Mary Robertson (1860–1961)
- John Kane (1860–1934)
- Louis Vivin (1861–1936)
- Niko Pirosmani (1862–1918)
- Séraphine Louis, známá jako 'Séraphine de Senlis' (1864–1942)
- André Bauchant (1873–1958)
- Arnold Kramer (1882–1976)
- Camille Bombois (1883–1970)
- L. S. Lowry (1887–1976)
- Horace Pippin (1888–1946)
- Henry Darger (1892–1973)
- Nykifor (1895–1968)
- Miguel García Vivancos (1895–1972)
- Jules Lefranc (1887–1972)
- Teofil Ociepka (1891–1978)
- Bárbaro Rivas (1893–1967) Venezuela
- Ilija Bašičević (1895–1972)
- Shalom Moskovitz, známý jako 'Shalom of Z’fat' (1895–1980)
- Antonio Ligabue (1899–1965)

### 20. a 21. století
- Émile Crociani (1902–1979)

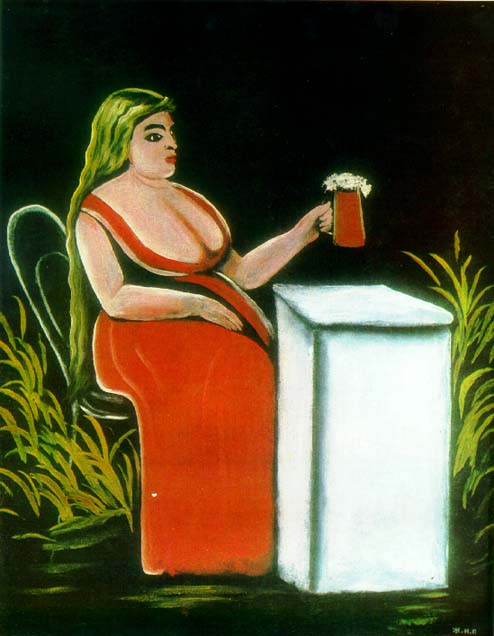
Niko Pirosmani, Žena se sklenicí piva, asi 1900

- Petar Grgec (1933–2006) Chorvatsko
- Nikifor (1895–1968)
- Antonio Ligabue (1899–1965)
- Krsto Hegedušić (1901–1975)
- Petronėlė Gerlikienė (1905–1979)
- Janko Brašić (1906–1994)
- Stan Ioan Pătraş (1908—1977) Rumunsko
- Nina Barka (Marie Smirsky) (1908–1986)
- Konstantin Rodko (1908–1995)
- Marija Prymačenko (1908–1997) Ukrajina
- Franjo Mraz (1910–1981)
- Arthur Villeneuve (1910–1990)
- Władysław Rząb (1910–1992)
- Ivan Generalić (1914–1992)
- Andre Demonchy (1914–2003)
- Norman Neasom (1915-)
- Howard Finster (1916–2001)
- Markey Robinson (1918–1999)
- Joan Gillchrest (1918–2008)
- Ivan Vecenaj (1920-)
- Nigel Conway (1965-)
- Feliciano Carvallo (1920-) Venezuela
- Ivan Rabuzin (1921-)
- Gesner Abelard (1922-)
- Fred Yates (1922–2008)
- Frank Bentley (1941–2006)
- Frédéric Bruly Bouabré (1923-)
- Noël Barker (1924-)
- Zuzana Chalupová (1925–2001)
- Năforniță Aurora (1925 – 2006) Rumunsko
- Ferenc Kalmar (1928-)
- Chaibia Talal (1929–2004)
- Bryan Pearce (1929–2007)
- Dragan Gazi (1930–1983)
- Crisaldo Morais Crisaldo d'Assunção Morais) (1932–1997)
- Bunleua Sulilat (1932–1996)
- Ivan Lacković Croata (1932–84)
- Mijo Kovačić (1935-)
- Martin Hegedusic (1923-)
- Victor Millán (1929–1991) Venezuela
- Ivan Hegedusic (1949–1985)
- Manuel Lepe Macedo (1936–1984)
- Martin Mehkek (1936-)
- Claude Kaiser (1936-) Francie
- Katya Medvedeva (1937-)
- Radi Nedelchev (1938-)
- Bob Justin (1941-)
- Mario Perez (1943-)
- Mechtild Rehmann (1943 – ) Německo
- Pilar Sala (1944) Argentina
- Maurice (Jan Martens) (1943-) Nizozemsko
- Derold Page (1947-)
- Brenno Benatti (1948-)
- Mladen Kefelja (1949-)
- Mary Michael Shelley (1950-)
- Ferreira Louis Marius (1953-)
- Helen Elliott (1964–)
- Sergej Zagraevskij (1964–) Rusko
- Peter Smith (1967–)
- Navitrolla (1970–) Estonsko
- Claudia Vecchiarelli (1978–)
- Bracha Turner (1922–)

### Československo a Česko
- Jan Skorka Lauko
- Věra Hendrychová (1920–1981)
- Josef Hlinomaz (1914–1978)
- Rudolf Dzurko (1941–2013)
- Libor Vojkůvka (1947–2018)
- Marie Janků
- František Ringo Čech (1943–)
- Slávka Krátká (1961-)

## Žánry

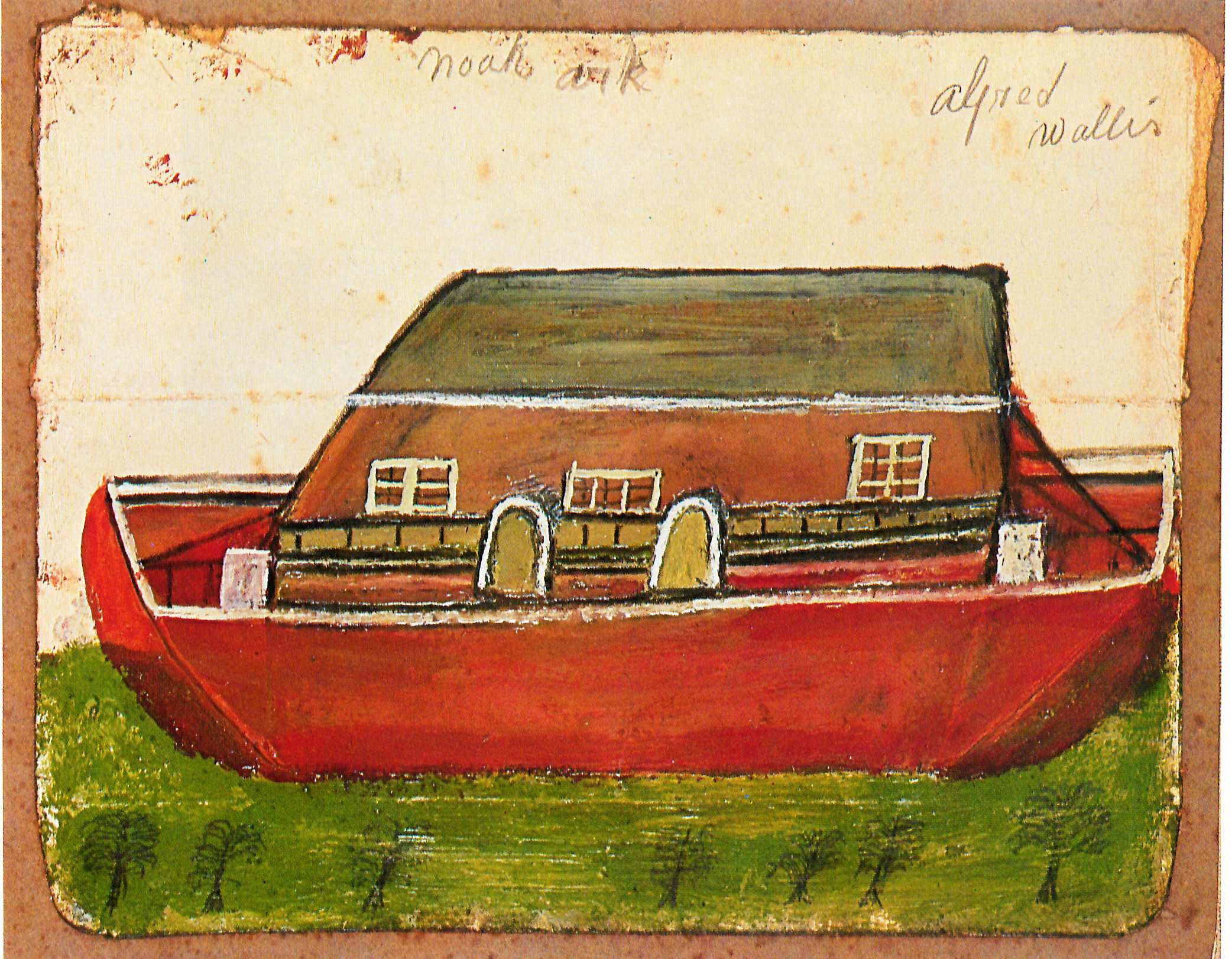
Alfred Wallis, 1942, Noemova archa

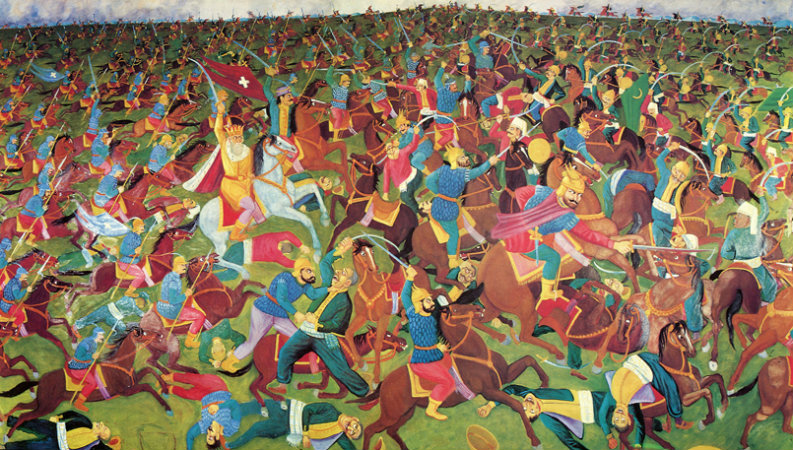
Janko Brašić: Kosovski Boj

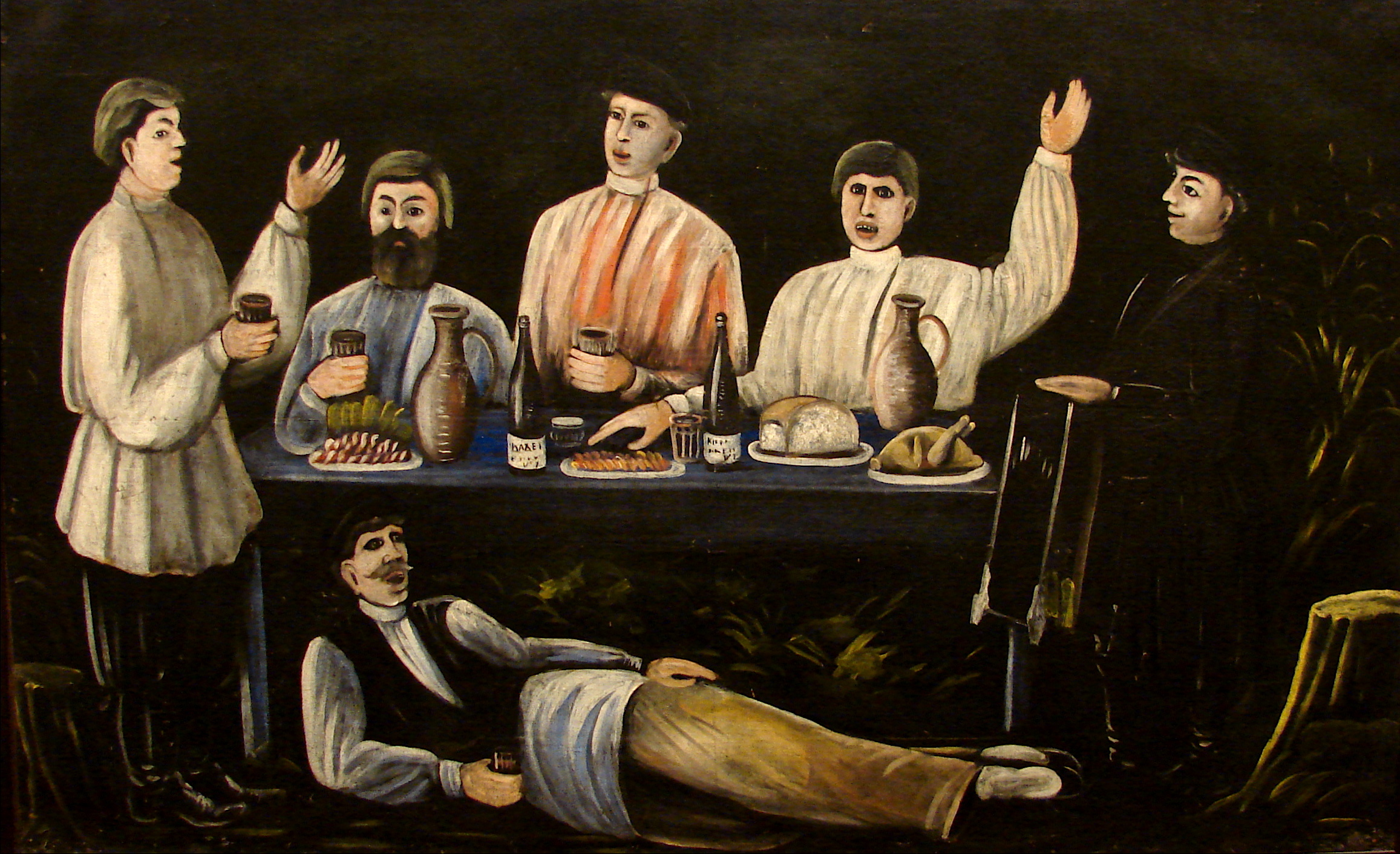
Niko Pirosmani: Feast of the Malakans

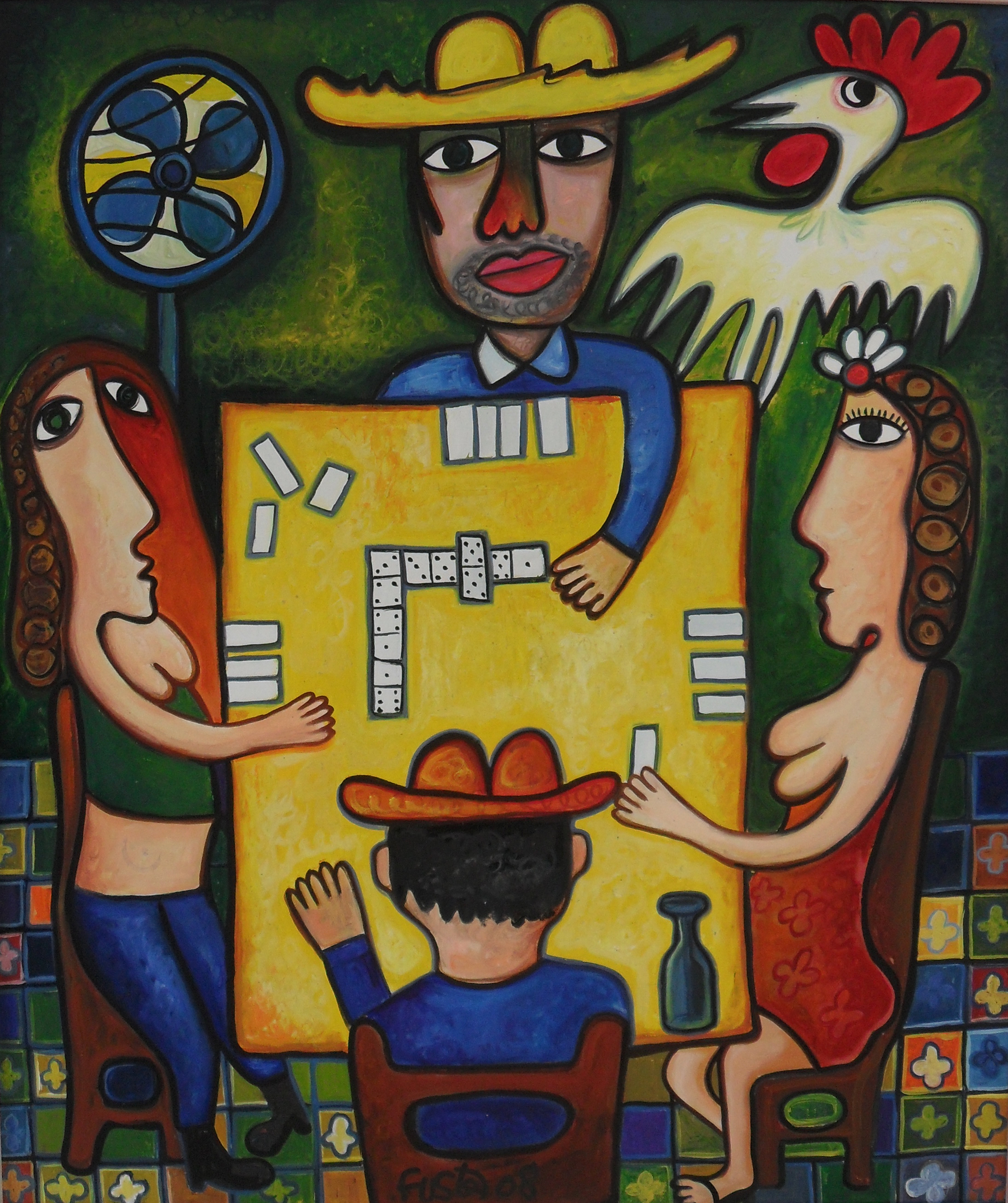
José Rodríguez Fuster: The Domino Players (Juego de Domino), olej na plátně

Do naivního umění se zahrnují takové výtvarné projevy, které mají uměleckou hodnotu a byly vytvořeny naivně, tj. osobami bez uměleckého výtvarného vzdělání. Výraz „naivní“ není přesný a má v současném pojetí určitý pejorativní nádech. Bratislavský historik umění Štefan Tkáč (1931–1989) navrhl název, „insitní umění,“ snad výstižnější, ale ujal se jen částečně. Latinský výraz „insitus“ znamená vštípený, vrozený, přirozený. Výraz naivní pochází z francouzského „naif“ a znamená jednoduchý, přirozený, prostoduchý, přímý, dětinský, nenucený, bezprostřední. Není tudíž mezi oběma výrazy žádný podstatný rozdíl. Snaha přejmenovat tento žánr na „spontánní umění“ je mylná. (Spontánní může být např. porod, průjem, kašel, zívnutí, usnutí, ale ne jakákoliv tvorba. Ta je vždy spojena s celou řadu úmyslně prováděných úkonů.)
Ve většině případů naivních výtvarných projevů se jedná o obrazy a plastiky. V širším slova smyslu lze do naivního umění řadit i jiné projevy umělecké tvorby, zejména literární (poezie, próza, pohádky), hudební (písně, melodie), divadelní (s herci či loutkami). Tyto žánry nejsou ale vyhraněné a přesněji definovatelné. V tomto textu jsou pod pojmem naivní umění označovány pouze výtvarné projevy ať plošné či třírozměrné.
Označení „naivní umění“ obsahuje dva pojmy, z nichž podstatné jméno má základní důležitost. Řadíme-li něco do naivního umění, musí se vždy jednat o umělecké dílo. Tuto podmínku splňuje jen velmi malá část výtvarných projevů, vytvořených naivně, tj. osobami bez výtvarného vzdělání. V běžné průmyslově vyspělé společnosti je nemálo lidí, kteří se výtvarně projevují, aniž je to jejich povoláním a aniž mají příslušné vzdělání. Malují, kreslí, anebo tvoří plastiky z různého materiálu (dřevo, kámen, beton, kov, hlína, umělé hmoty, kombinace různých materiálů). V naprosté většině jde o tvorbu pro vlastní potěšení, i když mnohdy pracnou a často v souladu s naivními představami tvůrce. Lze předpokládat, že v běžné populaci je asi 2–3 promile osob, které si ve volném čase malují, kreslí, vyřezávají, tkají, vystřihují a lepí, nebo se jinak pokouší o výtvarný projev. Při tom se jedná téměř bez výjimky pouze o amatérskou tvorbu, která většinou nemá uměleckou hodnotu. Nejde tedy o umění a už vůbec ne o naivní umění.
Naivní umělec, snad přesněji řečeno autor naivního uměleckého díla, se vyskytuje zřídka. V průmyslově vyspělé společnosti dvacátého (a tím spíše i jedenadvacátého) století se takový jedinec vyskytne v poměru zhruba jeden až tři naivní umělci na jeden milión obyvatel. Při tom lze předpokládat, že z jednoho miliónu obyvatel asi 2–3 tisíce dospělých osob se amatérsky zabývají výtvarnou činností. Naivní umělci jsou převážně osoby vyššího věku, často důchodci. Jejich osudy někdy prokazují, že zajímavější, úspěšnější část jejich života začala až v důchodu. Naivním umělcem se nemůže někdo stát cíleně. Skutečný naivní umělec je solitér a jeho projev je autentický. Nemá žádné výtvarné vzdělání, ale má nezaměnitelný rukopis. Maluje, tvoří z vnitřní potřeby. Do své tvorby je jakoby puzen, někdy až s náznaky posedlosti. Jeho tvorba není koníčkem (jako je to u amatéra), je to nepotlačitelná nutnost vyjádřit své nitro, své představy, zážitky, touhy, pocity. V žádném případě v jeho tvorbě nehraje významnější roli nějaká finanční pohnutka. Tvoří, když se mu chce, resp. když ho to zevnitř k tvorbě pudí. Namalovaný obraz je odrazem umělcova nitra a nevyžaduje další korekci či doplnění. Je dokonale hotov tak, jak vznikl. Naivní umělec se za umělce nepovažuje, zůstává sebou. Úspěch ho těší, ale jeho tvorbu neovlivní, nebo ovlivní jen velice nepatrně. Necítí potřebu se výtvarně vzdělávat, odborná literatura ho nezajímá a profesionální výtvarné umění mu je zpravidla lhostejné. Nesnaží se o uznání, uplatnění, o vystavování. Jeho maximálním uspokojením je vlastní proces tvorby. Tvorba je jakoby monologem se sebou samým. Naivní umělec si nikdy nedává větší úkol, než který může bez problémů zvládnout. Není konfliktní, často vypráví, někdy radostně, málokdy bojovně. Maluje-li naivní malíř i politické osobnosti, jsou to pohnutky spíše citové než programové. I malování nepříjemných či krutých zážitků je vyjadřováno s nádechem úsměvné shovívavosti. Hotové dílo je prosté rafinovanosti, tvoří součást jeho osobnosti a proto se s ním většinou jen nerad loučí. Naivní umělec netvoří kýče a v jeho tvorbě prakticky není „odpad“. Naivní umění je ve své podstatě na celém světě podobné, stejně jako tvorba dětí. Upřímná naivita díla neoslabuje jeho estetický účinek, spíše ho umocňuje.
Obecně je rozšířena domněnka, že naivní malíř je každý, kdo maluje a nemá žádné výtvarné vzdělání, resp. kdo maluje a neumí to. Existuje několik kategorií výtvarných děl, vytvořených lidmi bez výtvarného vzdělání. Patří sem: dětská kresba a malba, amatérská tvorba, lidové umění, umění primitivních národů, tvorba medijní a art brut (syrové umění), výtvarné projevy osob duševně nemocných (vyjma profesionálních výtvarníků), také slabomyslných, umění autodidaktů a skutečné naivní umění.
Uvedené kategorie mají svou charakteristiku, i když tvorbu některých autorů nelze přesně zařadit do jedné kategorie, protože se pohybuje na rozhraní dvou nebo více kategorií. V naprosto převážné většině případů lze však autora výtvarných artefaktů dobře zařadit do jedné z nich.
Amatér (z franc. amateur, lat. amator = milovník) je ve výtvarném projevu laik, snaží se ale napodobit určitý vzor, směr, způsob. Neustále usiluje o zlepšení svého výtvarného projevu, snaží se přiblížit k vzoru, k malované skutečnosti nebo ke svému vytčenému cíli. Často je však jeho tvorba kýčem. Společným rysem všech amatérů je snaha být co nejblíže profesionálnímu umění. Amatér svá díla srovnává a uvítal by jejich pochvalu. Velice mu záleží na názoru, posudku jiných, zejména ze strany informovaného diváka. Podle mínění či doporučení okolí se snaží svůj výtvarný projev změnit, vylepšit. Zajímá se o výtvarné umění a rád se informuje také o výtvarných technikách. Amatér se za naivního nepovažuje, naivní umění se mu nelíbí a nerozumí mu.
Lidové umění je sice tvorbou laiků, ale určitým způsobem poučených. Lidový umělec přebírá zkušenosti předchozích generací. Většinou jde o opakování téhož s drobnými obměnami. Lidové umění má tradici, naivní umění nikoliv. Výrobek lidového umělce má užitkovou funkci. Patří sem různé věci denní potřeby, nebo pro určité příležitosti zejména slavnostní, vyšívané kroje, vyřezávané hole, hračky, kraslice, dekorativní předměty. Lidové umění zahrnuje také tvorbu ornamentální, malované truhly, kolébky, skříně, židle, výšivky, vyřezávané sošky, reliéfy, hudební nástroje, pracovní pomůcky, keramiku, malbu na skle.
Dětská kresba a malba připomíná mnohdy obrazy některých naivních malířů. Obě kategorie mají společnou jednoduchost, bezprostřednost, trefnost, barevnost, neznalost perspektivy, disproporcionalitu předmětů, osob, zvýrazňování důležitého. Naivní obraz často vzbuzuje sympatizující shovívavý úsměv a dojem, že bychom namalované také sami lehce zvládli, stejně jako když se díváme na obrázek namalovaný dítětem. Dětská malba je skutečně velice blízká obzvlášť tvorbě některých naivních umělců a zdánlivě téměř identická (z našich obrazy Natálie Schmidtové nebo Václava Žáka). Dětská malba je ale vždy charakteristická pro určitou věkovou skupinu. Dítě čtyřleté maluje v průměru jinak než šestileté, osmileté nebo dvanáctileté. S nabýváním zkušeností a znalostí se tvůrčí projev dítěte nenávratně mění, vytrácí se lehkost a spontaneita projevu. U naivního malíře není vývoj, jeho projev je v zásadě tentýž a v průběhu let lze vysledovat jen drobné změny v kresbě a barevné paletě. Je pozoruhodné, že dítě kreslí, resp. maluje věci, skutečnosti, příběhy nejen jak je vidí, ale také co o nich ví, nebo jak je cítí. V dětské kresbě chybí perspektiva, ale někdy se objevuje tzv. rotační perspektiva, tj. vidění ze všech stran, z mnoha pohledů, jak ho používali kubisté. Často se opakuje určitá konstanta, např. slunko. V kresebných projevech dětí nacházíme mnohé paralely s tvorbou nejen naivních malířů, ale také některých autodidaktů a osob duševně nemocných. Dítě mnohdy kreslí z vnitřní potřeby vyjádřit se (podobně jako naivní malíř) a své obrázky čte jako určitý druh tajného písma. S vývojem dítěte ubývá v kresbě automatismů a přibývá účast vědomí. Poetika dětské kresby začíná obvykle kolem 4. roku a vyvíjí se asi do 7 – 8 let, kdy má internacionální charakter. Pak se zvolna vytrácí, protože přibývá realistické zobrazování skutečnosti a mizí spontaneita. Dětská kresba a malba se v posledních desítiletích právem považuje za obohacení kulturních hodnot, za součást duchovního bohatství společnosti.
Výtvarné umělecké projevy duševně nemocných mají někdy příbuzné rysy s naivní tvorbou. Je to jednak způsob vlastního tvoření (zaujatost, posedlost), jednak jeho výsledek. Díla vytvořená duševně nemocným se vyznačují deformací reality, disproporcionalitou, surrealistickými prvky, někdy půvabnou nelogičností, nápadnou barevností až křiklavostí, jindy snovostí, fantaskností, někdy s neuvěřitelnou spoustou detailů, fantastickou ornamentalitou, někdy naopak strohostí. U některých autorů se vyskytuje drsnost, i vulgárnost zejména v erotice, u jiných naopak úžasný jemnocit. Někteří naivní umělci tvoří bezprostředně bez jakéhokoliv promyšleného plánu. Tento postup je právě velice blízký osobám duševně nemocným (zejména schizofrenikům), také slabomyslným (oligofrenikům).
Jako primitivní umění se označuje tvorba různých domorodých jedinců, zejména v Africe či Austrálii (aboriginers), která je silně ovlivněna magií, tajemnými silami, působením božstev. Má význam v různých kultovních tradicích, rituálech. Do určité míry lze sem řadit také pravěké jeskynní či skalní kresby a malby, vyskytující se na všech kontinentech.
Jako medijní nebo imaginativní malba či kresba jsou označovány výtvarné projevy osob tvořících jakoby v transu nebo v roli média, tj. prostředníka mezi okultními silami. Ne zřídka se zde uplatňují vlivy spiritistických aktivit. (Označení „mediumní tvorba“, používané některými historiky umění, není správné. Je odvozeno od slova médium, které je tvarem obdobné slovu akvárium. Známe rybky akvarijní a ne akvariumní.) Mezinárodně známé jsou české autorky Anna Zemánková (1908–1986) a Cecilie Marková (1911–1998).
Díla s rysy nápadné drsnosti, barevných i kompozičních kontrastů jsou řazena do kategorie tzv. („syrové“ umění). Autoři těchto děl se psychicky nachází na samé hranici normálu nebo už i mimo této hranice. Většinou jde o osoby nejen mentálně, ale i sociálně marginální (outsiders, proto také jejich tvorba je označována jako outsider art). Valná část těchto osob vytvořila svá díla v azylech a léčebnách (značný věhlas mají díla pacientů z Guggingu u Vídně). Světově proslulé jsou např. obrazy Švýcara Adolfa Wölfliho (1864–1930), Rakušana Johanna Hausera (1926–1996), Francouze Augustina Lesage (1876–1954), Angličana Scottie Wilsona (1888–1972).
Je známo, že i duševně zdraví malíři pod vlivem drog, zejména halucinogenních, tvoří díla obdobně deformovaná jako je to u schizofreniků. Po úspěšné léčbě schizofrenika jeho typický výtvarný projev mizí a tvoří „normálně“. Zajímavé jsou informace, že některá podivná díla Hieronymuse Bosche (asi 1450–1516) a Pietera Brueghela st. (1525–1569) byla vytvořena pod vlivem drog.
Počet povahových, někdy i mentálních abnormit je u naivních umělců relativně vyšší než u běžné populace. Označení jako „podivín“, „potrhlý“, „šoustlý“, „pošuk“ nebývá nic neobvyklého. To odpovídá také vyššímu procentu takových abnormit u vynikajících profesionálních výtvarných umělců. Asi jde psychologicky o totéž tvůrčí pozadí, tj. o citovou nadprodukci, nutkání k vyjádření a schopnost vyjádřit se umělecky.
Úmyslná naivizující tvorba profesionálů včetně autodidaktů i některých amatérů může být (a poměrně často bývá) mylně považována za naivní umění. Někteří profesionální výtvarní umělci úmyslně přebírají určité charakteristické znaky naivní a dětské malby, aby dosáhli obdobného účinku. Je to zejména zjednodušená kresba i kompozice, sytá barevnost, deformace, disproporcionalita. Někdy jsou tito profesionálové označováni jako „malíři naivní imaginace“ (u nás např. Alois Mikulka, Josef Matička). Do určité míry sem patří i někteří malující herci, zpěváci, i osoby jiných profesí, kteří si zvolili pro svou tvorbu pseudonaivní styl. Někdy se také označují jako naivisté. Patří sem např. tvorba Josefa Hlinomaze, Ivy Hüttnerové, Emy Srncové, Františka Ringo Čecha a jiných. Dlužno říct, že tyto malůvky nepostrádají půvab, působí roztomile a pro osoby s jistým výtvarným talentem není jejich produkce obzvlášť náročná.
Autodidakt nemá oficielní výtvarné vzdělání a ke svému výtvarnému projevu dospěl vlastním snažením, postupným samovzděláváním. Na rozdíl od naivního umělce svůj způsob vyjadřování, svůj rukopis volí vědomě, účelově a trvale se snaží o vylepšení, zpřesnění, zesílení účinku své tvorby. Zajímá se o výtvarné umění, čte odbornou literaturu, navštěvuje výstavy a sám chce svá díla prezentovat. Někdy také navštěvuje příslušné kursy, nebo se „přiučuje“ u některého profesionálního výtvarníka. Má-li autodidakt nadání a potřebnou vytrvalost, stává se později profesionálem. Mezi světově proslulé autodidakty patří např. Francouz Paul Gauguin, Holanďan Vincent van Gogh a také francouzský Rus Marc Chagall. Má-li výtvarný projev autodidakta výrazné rysy naivního díla, bývá někdy autodidakt nesprávně zařazován mezi naivní umělce. Zatímco výtvarný projev naivního umělce je autentický, u autodidakta jde o úmyslný naivismus (pseudonaivismus). Mezi takové autodidakty patří z našich například Robert Guttmann, Karel Chaba, Josef Hlinomaz, Libor Vojkůvka, František Ringo Čech, Iva Hüttnerová, Ema Srncová aj. Mezi pseudonaivní autodidakty patří celá plejáda tzv. naivních malířů v oblasti bývalé Jugoslávie nebo z Haiti.
Dlužno říct, že přesná hranice mezi jednotlivými kategoriemi tvorby neprofesionálů se mnohdy stírá a mezi naivy se někdy řadí i světoznámí autodidakti, jako např. Francouz Henri Rousseau, Chorvat Ivan Generalič nebo Gruzínec Niko Pirosmanišvili.
Naivní umění je autentickým uměním jednotlivců, ojedinělých silných osobností, neobvyklých individualit. Výskyt naivních umělců je sice zřídkavý, přesto ale závislý na stupni rozvoje společnosti. Ve státech průmyslově vyspělejších, jakými je většina států evropských, bylo maximum výskytu už překonáno. K tomu, aby se mohl naivní umělec výtvarně projevit, potřebuje volný čas a také určité prostředky, jako jsou barvy, štětce, papír, plátno, lepenka, sklo aj. Volný čas získává hlavně v důchodovém věku, prostředky tím, že má při zabezpečení základní životní existence ještě určité finanční možnosti navíc. Taková situace v industrializovaných oblastech ve větším měřítku vznikla ve dvacátém století. Dříve nebylo dosti představitelné, aby se i starší člověk věnoval něčemu, co nemělo žádný praktický význam, že by si prostě jen tak hrál a ještě by to stálo peníze.
Z českých naivních umělců jsou mezinárodně proslulí: Natálie Schmidtová (1895–1981), Václav Žák (1903–1985), Ludmila Procházková (1903–1983), Marie Janků (1991–1975), Jan Hruška (1918–2004), Helena Jaurisová (1901–1975). Ze slovenských jsou to: Ondrej Šteberl (1897–1977), Anna Ličková (1895–1975), řezbář Štefan Siváň (1906–1995).
Další pravděpodobný osud naivního umění bude ve znamení jeho postupného úbytku. S rozvojem blahobytu a také všeobecné informovanosti se podmínky pro výskyt naivního umění spíše zmenšují. Má-li někdo, zejména starší člověk, nutkání se výtvarně projevit, zpravidla mu nechybí čas ani prostředky. Nemá-li je sám, rodina, známí mu přispějí. Je-li jeho výtvarný projev zajímavý, možná autentický, vzbudí ihned zájem nejen okolí, ale také médií, dostane se do novin, na výstavy, do rozhlasu, televize. Je obdarováván literaturou o výtvarném umění, informacemi všeho druhu, jeho díla se začnou prodávat. Možná začne také navštěvovat kurs kreslení či malování. Autenticita se nutně vytratí, tvorba se postupně stane účelovou a tvůrce původně snad naivní se změní v informovaného, poučeného, cílevědomého. Lze se proto důvodně domnívat, že ryzí naivní umění ve vyspělých zemích bude ještě vzácnější než ve dvacátém století. Pravděpodobně přibude počet autodidaktů, amatérů. Umělecká tvorba duševně postižených osob zůstane asi stejně početná, možná vlivem artterapie v psychiatrických léčebnách spíše poroste.

## Muzea a galerie
Brazílie

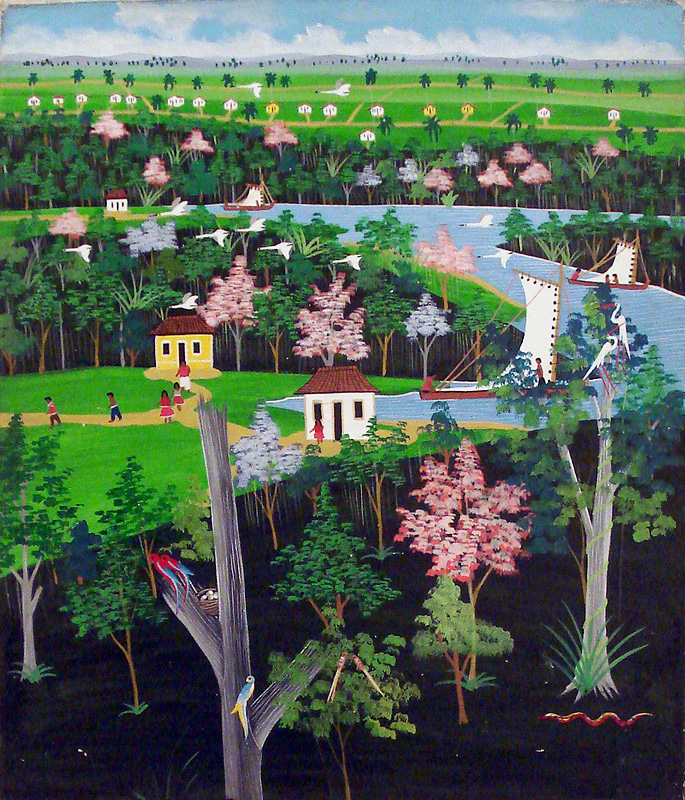
Neznámý malíř z Pernambuco, Brazílie: Krajina

- Museu Internacional de Arte Naïf do Brasil[1]
- Gallery Jacques Ardies[2]

Česká republika
- Severočeská galerie výtvarného umění v Litoměřicích[3]

Kanada
- Le Musée International d'Art Naïf, Magog (Montreal)[4]

Chorvatsko
- Croatian National Museum of Naive Art, Záhřeb[5]

Francie
- Le Musée International d’Art Naïf Anatole Jakovsky, Nice[6]
- Information about Anatole Jakovsky, Art critic/patron[7]
- Musée d'Art Naïf Max Fourny, Halles St-Pierre, Paříž[8]
- International Museum of Naive Art, Vicq (near Versailles)[9]
- Museum of Naive Art, Beraut (near Toulouse)[10]

France Midi Canal
- Ecluse de l’Aiguille, One man's work on the Canal du Midi[11]

Německo
- Museum Charlotte Zander, Bönnigheim
- Gesellschaft für Naive Kunst, Hannover

Izrael
- Gallery of International Naïve Art (gina), Tel Aviv
- Israeli Naive Art Archivováno 17. 8. 2009 na Wayback Machine.

Itálie
- Museo Nazionale delle Arti Naïves „Cesare Zavattini“, Luzzara

Japonsko
- Gallery of Japanese Naïve Art

Polsko
- Galerie d'Art Naif, Krakow

Portugalsko
- Museu De Arte Primitiva Moderna
- Arte Naif Contemporânea Contemporary Naive Art

Rusko
- Municipal Museum of Art Naive, Moscow Archivováno 3. 9. 2012 na Wayback Machine.
- State Russian Museum, St. Petersburg

Srbsko
- Museum of Naive Art, Jagodina

Španělsko
- Museo de Artes y Costumbres Populares y Museo Internacional de Arte Naïf Archivováno 8. 8. 2009 na Wayback Machine., Jaén

USA
- Anthony Petullo Collection of Self-Taught & Outsider Art
- Croatian Naive Art Gallery & Museum collection, St. Petersburg, Florida
- Gallery of International Naïve Art (gina), New York